# Alicja Główczak
Alicja Główczak, z d. Górecka (ur. 7 lutego 1959 w Tychach) – polska piłkarka ręczna, bramkarka. Mistrzyni i reprezentantka Polski.

## Życiorys

### Kariera klubowa
Piłkę ręczną zaczęła trenować w wieku dwunastu lat, w klubie MKS Fasama Tychy. Jej pierwszymi trenerami byli Antoni Swadźba i Jerzy Ciałoń. W 1972 zdobyła jako uczennica szkoły podstawowej nr 12 w Tychach brązowy medal mistrzostw Polski szkół podstawowych. W 1976 awansowała z MKS do II ligi. Od 1979 występowała w barwach Cracovii. Z krakowskim klubem wywalczyła dwa tytuły mistrzyni Polski seniorek (1985, 1987), dwa tytuły wicemistrzyni Polski (1986, 1988) i dwa brązowe medale MP (1984, 1989), a także Puchar Polski w 1985. W sezonie 1989/1990 została zawodniczką Startu Elbląg, w sezonie 1990/1991 występowała w jugosłowiańskim zespole Voždovac Belgrad, zdobywając z nim wicemistrzostwo kraju. W latach 1991–1994 grała w norweskim zespole Toten HK, następnie powróciła do Polski.
W latach 1994–1998 była zawodniczką JKS Jarosław, zdobywając z tym klubem brązowy medal mistrzostw Polski w 1997. W latach 1998–2002 występowała w Zagłębiu Lubin, zdobywając z nim wicemistrzostwo Polski w 2000 i 2002 oraz brązowy medal mistrzostw Polski w 2001. Jej ostatnim klubem była Gościbia Sułkowice, w której grała w latach 2002–2004.

### Kariera reprezentacyjna
W latach 1977–1980 wystąpiła w 65 spotkaniach reprezentacji Polski juniorek i młodzieżowej. W 1977 wystąpiła na młodzieżowych mistrzostwach, zajęła tam z drużyną 5. miejsce i została najlepszą bramkarką turnieju.
W reprezentacji Polski seniorek debiutowała 14 czerwca 1977 w towarzyskim spotkaniu z Holandią. W listopadzie 1977 wystąpiła na mistrzostwach świata grupy B (2. miejsce) i w 1978 w mistrzostwach świata grupy A (6. miejsce). Kolejne mecze reprezentacyjne rozegrała dopiero w czerwcu 1982, grała w kadrze do lutego 1983, następnie jednak miała przerwę macierzyńską. Ponownie w reprezentacji występowała od sierpnia 1984, wystąpiła kolejno na mistrzostwach świata grupy B w 1985 (7. miejsce), mistrzostwach świata grupy A w 1986 (13. miejsce), mistrzostwach świata grupy B w 1987 (7. miejsce), mistrzostwach świata grupy B w 1989 (6. miejsce) oraz mistrzostwach świata grupy A w 1990 (9. miejsce i tytuł najlepszej bramkarki turnieju) i 1993 (10. miejsce). Ostatni raz w biało-czerwonych barwach wystąpiła podczas tego ostatniego turnieju – 4 grudnia 1993 w spotkaniu przeciwko reprezentacji Czech i Słowacji. Łącznie w I reprezentacji Polski wystąpiła 234 razy.
Razem z Czesławą Potyką-Machowską została uznana najlepszą bramkarką okresu 1945–1985 w plebiscycie pisma Sport, w 2008 bramkarką 90-lecia polskiej piłki ręcznej.
Piłkarką ręczną była też jej siostra Barbara Górecka, po mężu Frączek.